# Marco Tulio
Marco Tulio (ur. Itabira) – brazylijski piłkarz występujący na pozycji pomocnika.

## Kariera piłkarska
Od 1996 roku występował w Cruzeiro EC, Albirex Niigata, Paulista, Atlético Sorocaba, Jorge Wilstermann, Bragantino, Debreceni, Kazma, Atlético Mineiro, Ethnikos Pireus, Łokomotiw Mezdra, Uberlandia, Turan Tovuz, T-Team, Tarxien Rainbows, Perak i Sabah.